# Sorin Zlat
Sorin Zlat (născut pe 7 mai 1985, în Bacău, România) este un pianist de jazz, compozitor și orchestrator român. Este recunoscut pentru contribuțiile sale în scena jazzului contemporan și a acumulat numeroase premii naționale și internaționale în acest domeniu.
Urmând tradiția muzicală a familiei sale, Sorin a început studiile de vioară și clarinet la o vârstă fragedă. La doar 13 ani, a debutat ca solist alături de orchestra Filarmonicii "Mihail Jora" din Bacău. În 2009, a absolvit cu specializarea în clarinet la Universitatea de Muzică “George Enescu” din Iași.
Pe parcursul anilor săi de studiu universitar, Sorin a început să exploreze jazzul, inițial ca autodidact. A studiat lucrările unor artiști influenți în istoria jazzului, precum Charlie Parker, Dizzy Gillespie, Keith Jarrett, Miles Davis și Chick Corea. Această perioadă a fost decisivă pentru orientarea sa artistică, descoperind pianul ca instrumentul ideal pentru propria sa exprimare în jazz, deschizându-i noi orizonturi în compoziție și orchestrație.
În 2011, Sorin a finalizat studiile de masterat la Universitatea de Muzică din București, specializându-se în jazz și pian sub îndrumarea profesorului Mircea Tiberian. În această perioadă, a fondat Sorin Zlat Trio, formație cu care continuă să activeze și astăzi. Rapid, Sorin Zlat a devenit unul dintre cei mai proeminenți pianiști de jazz ai noii generații de artiști români. În ultimii ani, a acumulat peste 20 de premii naționale și internaționale, consolidându-și astfel poziția pe scena muzicală jazz atât în România, cât și pe plan internațional.

## Studii și pregătire
Sorin Zlat a urmat un parcurs educațional axat pe muzică încă de la o vârstă fragedă. Educația sa formală a început la Liceul de Artă "George Apostu" din Bacău, România, unde a absolvit în 2006, specializându-se în clarinet. Această primă etapă a studiilor sale a pus bazele solide pentru cariera sa ulterioară în muzică.
În 2009, Sorin a continuat studiile universitare la Universitatea de Muzică “George Enescu” din Iași, România, unde a absolvit de asemenea în clarinet. Această perioadă a fost importantă pentru dezvoltarea sa ca muzician, consolidându-și cunoștințele și abilitățile în acest instrument.
După absolvirea universității, Sorin a ales să își extindă competențele muzicale, orientându-se către jazz. Astfel, în 2011, a obținut un master în jazz, specializându-se pe pian, la Universitatea Națională de Muzică din București, România. Aceasta reprezintă o etapă semnificativă în cariera sa, marcând trecerea sa de la muzica clasică la jazz și explorarea aprofundată a pianului ca instrument principal.
Mai recent, în 2023, Sorin a fost acceptat ca bursier la prestigiosul Royal College of Music din Londra, Anglia, unde urmează un Artist Diploma în Compoziție Muzică de Film. Această realizare subliniază diversitatea talentului său și dorința sa continuă de dezvoltare și explorare în diferite genuri muzicale.

## Activitate muzicală
Sorin Zlat și-a început cariera muzicală prin dezvoltarea rapidă a unui repertoriu care include compoziții proprii și standarde de jazz reorchestrate în stilul său distinctiv. Succesul său a devenit evident încă de la începuturile carierei, marcându-se prin câștigarea Marelui Premiu la Competiția Internațională de Jazz de la Târgu Mureș în 2009, urmat de un alt Mare Premiu la Concursul Internațional de Jazz de la Sibiu în 2010. Aceste realizări au pavat drumul pentru o serie de distincții naționale și internaționale, incluzând peste 20 de premii.
Printre cele mai remarcabile succese ale lui Zlat se numără Marele Premiu la Concursul de Jazz Europa Fest 2011, Premiul pentru Cea Mai Bună Trupă și cel Mai Bun Solist la Concursul de Jazz din Spania, Getxo 2011, și Premiul pentru Cea Mai Bună Trupă la Concursul Internațional de Jazz „Johnny Răducanu” din 2013. În 2013, la Concursul Internațional de Jazz din Monaco, a obținut atât Marele Premiu, cât și Premiul Publicului. Unul dintre cele mai înalte puncte ale carierei sale a fost atins în 2015, când a reprezentat România la Competiția Internațională de Jazz din Jacksonville, Florida. În cadrul acestei competiții, unde au fost selectați doar 5 finaliști din peste 500 de aplicanți internaționali, Sorin Zlat a câștigat Marele Premiu, devenind astfel primul pianist non-american care a obținut acest trofeu în peste 30 de ani de istorie a concursului.
Recunoașterea talentului său a continuat, fiind desemnat Muzicianul Anului la Gala de Jazz din București pentru doi ani consecutivi, 2014 și 2015, și primind Premiul pentru Jazz de la Uniunea Compozitorilor și Muzicologilor din România în 2017. În 2019, a fost onorat cu titlul de Cetățean de Onoare al orașului Bacău, iar în 2020, Yamaha l-a recunoscut prin acordarea distincției „Yamaha Artist Worldwide”.
Sorin Zlat conduce în prezent trioul Sorin Zlat Trio, cu care susține concerte pe scene naționale și internaționale. A colaborat cu artiști de jazz de renume precum Howard Levy, Ashley Pezzotti, Rick Margitza, Gianluca Renzi, Gianni Gagliardi, Woody Witt, Dennis Marks, și a lucrat cu muzicieni români precum Cătălin Milea, Alex Man, Sebastian Burneci, Luiza Zan, Nadia Trohin, Irina Sârbu, George Dumitriu, Iulian Nicolau, Răzvan Cojanu, Laurențiu Ștefan, Michael Acker, Big Band-ul Radio, printre alții. În 2017, a fost invitat ca headliner să concerteze alături de trioul său la deschiderea concertului pianistului de jazz Chick Corea, la Jacksonville Jazz Festival, SUA. A avut apariții pe scene prestigioase, inclusiv la cluburile Blue Note, Birdland și Smalls din New York, Vortex, Pizza Express, Ronnie Scott din Londra, Clubul Nardis din Istanbul, Jazz Cafe din Montreux, B-flat din Berlin, și a participat la festivaluri internaționale importante.
În afara carierei sale de concertist, Sorin Zlat s-a dedicat și educației muzicale, organizând workshop-uri pentru studenți și big band-uri de la diverse universități de jazz. Explorând și alte genuri, în 2023, a obținut o bursă full la Royal College of Music din Londra, la secția Compoziție Muzică de Film, marcând astfel o nouă etapă în cariera sa.

## Discografie
Albumul "Endurance", lansat în 2015 de casa de producție A&A Records, cuprinde un total de 11 piese. Acestea includ compoziții proprii și standarde de jazz reorchestrate, interpretate atât în formula de trio (pian, contrabas și tobe), cât și în varianta de pian solo. În acest album, Sorin Zlat a inclus și standarde renumite de jazz, precum „A Moment's Notice" de John Coltrane, „Stella by Starlight" de Victor Young și „You Must Believe in Spring" de Michel Legrand, toate reinterpretate cu o nouă perspectivă muzicală. Albumul reflectă filosofia artistului, exprimată prin mesajul „Să nu cedăm niciodată în fața deznădejdii. Dumnezeu a creat relațiile de nezdruncinat ale familiei, întrețesute să reziste și să învingă toate greutățile pe care ni le aduce drumul vieții."
Lista pieselor de pe albumul "Endurance":
1. "Little Maximus" (Sorin Zlat)
2. "Roxane" (Sorin Zlat)
3. "Moment's Notice" (John Coltrane)
4. "My Days of Melancholy" (Sorin Zlat)
5. "Stella by Starlight" (Victor Young)
6. "Michaela" (Sorin Zlat)
7. "Endurance" (Sorin Zlat)
8. "On Time" (Sorin Zlat)
9. "Song for My Lion" (Sorin Zlat)
10. "You Must Believe in Spring" (Michel Legrand)
11. "Caravan" (Juan Tizol & Duke Ellington)

Albumul "The Land of Dreams", lansat în 2022 tot de A&A Records, conține 11 compoziții și orchestrații originale. Acest proiect reprezintă o explorare a granițelor comunicării muzicale, cu Sorin Zlat definind "The Land of Dreams" ca fiind tărâmul unde muzicienii pot comunica prin muzică, oferind ascultătorilor o experiență muzicală spontană și captivantă. Pe acest album, Sorin a colaborat cu mai mulți muzicieni români și internaționali.
Lista pieselor de pe albumul "The Land of Dreams":
1. "Changing Times" (Sorin Zlat)
2. "Wake Up" (Sorin Zlat)
3. "Don't Forget the Poet" (Enrico Pierannuzi)
4. "Involution" (Sorin Zlat)
5. "The Land of Dreams" (Sorin Zlat)
6. "Sparkling Water" (Sorin Zlat)
7. "On Time" (Sorin Zlat)
8. "Bye, Bye Sparrow" (Sorin Zlat)
9. "Mousse" (Guillaume Poncelet)
10. "Rimbaud & Verlaine - Live from Kings Place London" (Sorin Zlat)
11. "Giant Steps" (John Coltrane)

În 2023, Sorin Zlat a colaborat cu vocalista de jazz Irina Sârbu la albumul "At the End of July". În acest proiect, Zlat a jucat rolul de pianist și orchestrator, demonstrând și abilitățile sale de om de studio prin realizarea mixajului și masterizării audio ale albumului.